# Riverbero
In acustica il riverbero è un fenomeno fisico legato alla riflessione delle onde sonore, da parte di ostacoli alla fonte sonora. In audio, il riverbero è un effetto musicale che tende ad avere le stesse caratteristiche del fenomeno acustico (in fisica).
Il riverbero può avere aspetti negativi, come il rischio di mascheramento delle sillabe nel parlato o nel fraseggio musicale, e positivi, come il rinforzo delle intensità della sorgente, a seconda della ricombinazione dell'onda riflessa, in fase o controfase (somma o sottrazione), con quella emessa dalla sorgente (interferenza tra onde).

## Presupposti
1. L'orecchio umano non riesce a distinguere due suoni se essi sono percepiti a meno di 0,1 secondi di distanza uno dall'altro.
2. La velocità del suono nell'aria a 20 °C è di circa 340 m/s.
3. La fonte sonora e l'ascoltatore si trovano nello stesso punto di fronte all'ostacolo.

Dati questi presupposti, in uno spazio aperto si può parlare di riverbero quando l'ostacolo si trova a meno di 17 metri dalla fonte del suono. Infatti, fino a questa distanza, il percorso dell'onda sonora dalla fonte all'ostacolo e ritorno è inferiore a 34 metri e quindi il suono impiega meno di 1/10 di secondo per tornare al punto di partenza confondendosi nell'orecchio dell'ascoltatore con il suono originario.
Se l'ostacolo si trova a più di 17 metri di distanza dalla fonte, allora il ritardo del suono riflesso rispetto al suono diretto è superiore a 1/10 di secondo e i due suoni risultano quindi distinti. In questo caso si parla di eco.
In uno spazio chiuso ampio come ad esempio una chiesa, a seguito di un suono secco, si possono udire le innumerevoli riflessioni che decrescono di intensità fino al silenzio. La riverberazione dipende dalla dimensione dell'ambiente e dalla natura delle pareti investite dal suono. Materiali diversi hanno coefficienti di assorbimento diversi. Inoltre le riflessioni su pareti di tipo diverso hanno intensità diverse a frequenze diverse.
Il 29 ottobre 1898 il pioniere dell'acustica Wallace Clement Sabine propose una formula per il tempo di riverbero, definito come il numero di secondi necessari al suono per decadere di 60 dB (decibel) al di sotto del livello di intensità del suono originario.
Tempo di riverberazione secondo Sabine {\displaystyle T={0.163V \over A}}
è usato con: -un campo sonoro diffuso -locali di forma regolare -a simili -am < 0,2
Tempo di riverberazione secondo Sabine corretta {\displaystyle T={0.163V \over A+4*m*V}}
è usato con: V>1000 m³
dove T è il tempo espresso in secondi, V è il volume dell'ambiente in metri cubi ed A è l'assorbimento totale di tutte le pareti espressa in metri quadrati. A Wallace C. Sabine fu dedicata l'unità di misura dell'assorbimento acustico sabin, equivalente alla superficie di un Piede quadrato di superficie perfettamente assorbente.
Il tempo di riverbero, definito dalla norma ISO 3382 (1975), è il tempo che trascorre finché la sua pressione sonora diminuisce di 60 decibel.
Tempo di riverberazione secondo Norris-Eyring
{\displaystyle T={0.163V \over -S*ln(1-am)}}
è usato con: -locali di forma qualsiasi -a simili
-am > 0,2
Tempo di riverberazione secondo Millington-Sette {\displaystyle T={0.163V \over -somma(S*ln(1-ai))}}
è usato con: -ai diversi

## Riverberi artificiali
Il riverbero viene ricreato artificialmente per essere applicato durante spettacoli musicali o in studio di registrazione alla voce ed agli strumenti musicali per simulare esecuzioni musicali in spazi ampi o per conferire maggiore profondità ad un suono. Per simulare l'effetto del riverbero sono state realizzate soluzioni diverse nel tempo, beneficiando del progresso tecnologico.

### Riverbero a nastro
Si utilizza un particolare registratore/riproduttore a nastro magnetico che fa scorrere a velocità costante un anello di nastro dentro una meccanica dotata di una testina di registrazione fissa e di una di riproduzione mobile. La testina di riproduzione è infatti montata su un meccanismo a vite che permette di variarne la distanza da quella di registrazione. Il segnale registrato dalla prima testina viene letto dalla seconda e miscelato all'originale generando l'effetto. Il tempo di ritardo dipende dalla distanza tra le due testine e permette di generare sia l'effetto riverbero sia l'effetto eco. Questi apparecchi sono ingombranti e pesanti. Come in ogni registrazione a nastro, si ha un rumore di fondo simile a un fruscio, nettamente superiore a quello prodotto con tecnologie digitali.

### Riverbero a tromba
Sull'albero di un motore elettrico a velocità variabile vengono montati, sfasati tra loro di 180°, due microfoni inseriti in contenitori conici, detti "trombe" che ne aumentano la direzionalità schermandoli parzialmente dai rumori esterni. Il tutto è inserito in una cassa acustica in cui un altoparlante, montato all'altezza dei microfoni rotanti, trasmette il suono che si vuole ritardare. Ruotando, i microfoni passano davanti all'altoparlante captando il suono e trasmettendolo al circuito di amplificazione. Il ritardo ottenuto è inversamente proporzionale alla velocità di rotazione del motore regolabile dall'utilizzatore e permette di ottenere riverbero, eco e Leslie, un particolare effetto ottenuto dalla combinazione di ritardo e sfasamento delle frequenze dovuto all'effetto Doppler. I riverberi a tromba sono ingombranti e pesanti. La qualità del suono dipende dalla bontà della componentistica, microfoni e altoparlanti, ed è influenzata negativamente dal rumore generato per attriti meccanici dal motore e dal rumore esterno captato dai microfoni.

### Riverbero a molla
Questo dispositivo, che nell'era della tecnologia digitale potrebbe apparire primitivo, in realtà risulta tuttora ineguagliato per calore e profondità. Il riverbero a molle, pur non essendo “realistico” se paragonato ai più sofisticati processori da studio, conferisce al suono del segnale quel caratteristico “alone” caro ad intere generazioni di musicisti.
Il segnale viene fatto passare, tramite un trasduttore, attraverso una spirale metallica (la molla). All'altro capo della molla un trasduttore equivalente al primo reimmette il segnale nel circuito di amplificazione miscelandolo a quello originale. Il segnale prelevato dal secondo trasduttore risulta leggermente ritardato rispetto a quello applicato al primo originando nell'orecchio dell'ascoltatore l'effetto del riverbero. Per ragioni di semplicità costruttiva ed esiguità di costi i moderni amplificatori per chitarra di piccole dimensioni sono spesso dotati di riverbero a molla, che viene alloggiato all'interno della cassa di risonanza. A differenza di altri strumenti, il suono della chitarra elettrica non risente particolarmente delle sfumature timbriche che questo tipo di effetto aggiunge al segnale originale.
Il funzionamento del riverbero a molla è basato sulla trasmissione del movimento applicato ad un capo della molla tramite un trasduttore che converte il segnale elettrico in un segnale meccanico. La molla vibra e trasmette il segnale meccanico attraverso le spire impiegando un certo tempo. All'altro capo della molla il segnale giunge quindi in leggero ritardo rispetto al capo di ingresso della molla stessa e viene riconvertito in segnale elettrico con un trasduttore solitamente realizzato tramite un nucleo ferromagnetico intimamente fissato al capo finale della molla ed immerso in un solenoide. Grazie alla legge di Faraday il movimento del nucleo magnetico posto all'interno del conduttore diverrà un segnale elettrico.
Il tempo di ritardo del sistema è stabilito a priori dalla lunghezza della molla e dunque non è modificabile dall'utilizzatore. Anche adottando molle di grande lunghezza, il massimo ritardo ottenibile è dell'ordine dei millisecondi, quindi non è possibile generare l'effetto eco, ma solo un riverbero accettabile. Se accidentalmente la scatola a molle viene scossa, i trasduttori captano il rumore delle molle che sbattono tra loro e contro le pareti della scatola stessa inviandolo al circuito di amplificazione.

### Riverbero a camera
Sulla falsariga del riverbero a molla, in una scatola isolata acusticamente dall'esterno viene inserito un tubo curvato in maniera da creare il percorso più lungo possibile. Ad un'estremità del tubo viene posto un piccolo altoparlante mentre all'altra estremità c'è un microfono. Il suono emesso dall'altoparlante impiegherà un certo tempo per percorrere tutto il tubo ed arrivare al microfono generando così il ritardo necessario. Come per il riverbero a molle, il tempo di ritardo non è modificabile dall'utilizzatore ed è comunque piuttosto breve. Il suono ottenuto da questa implementazione di riverbero è di pessima qualità.

### Riverbero digitale
Il segnale analogico viene digitalizzato ed immagazzinato in banchi di memoria RAM che viene utilizzata come la spirale metallica del riverbero a molla. Infatti i byte vengono fatti "scorrere" da un banco al successivo fino al raggiungimento dell'ultimo. Il segnale digitale prelevato dall'ultima memoria viene poi riconvertito in analogico e miscelato al segnale originale ottenendo l'effetto riverbero. Il tempo di ritardo ottenibile varia agendo sia sul numero di celle di memoria coinvolte nel processo, sia sulla temporizzazione del trasferimento dei dati da un banco all'altro. La grande capacità delle memorie RAM permette di raggiungere anche ritardi di parecchi secondi e quindi passare agevolmente da riverbero a eco. Esistono sul mercato circuiti integrati che comprendono i convertitori A/D e D/A, le memorie ed i circuiti di temporizzazione. Con un solo chip è così possibile realizzare un'eco digitale in uno spazio ridottissimo e con pochissima componentistica esterna. La digitalizzazione del segnale e la sua successiva riconversione in forma analogica causano tuttavia una certa perdita di qualità del suono che dipende dalla bontà del campionamento e che non è completamente eliminabile. Molto diffusi anche i circuiti integrati detti 'bucket brigade' (catena di secchi) che non operano al loro interno una conversione da analogico a digitale e viceversa, ma sono formati da tantissime celle a condensatore che si caricano in sequenza con il valore di tensione campionato ad istanti regolari, analogicamente. Il valore della carica viene passato da un condensatore all'altro, da qui il nome di catena di secchi, fino a raggiungere l'uscita, impiegando un determinato tempo che sarà il ritardo desiderato.